# Piskomgebirge
Das Piskomgebirge (usbekisch Piskom tizmasi; kirgisisch Пскем кырка тоосу; russisch Пске́мский хребет) ist ein Gebirgszug im äußersten Westen des Tienschan.

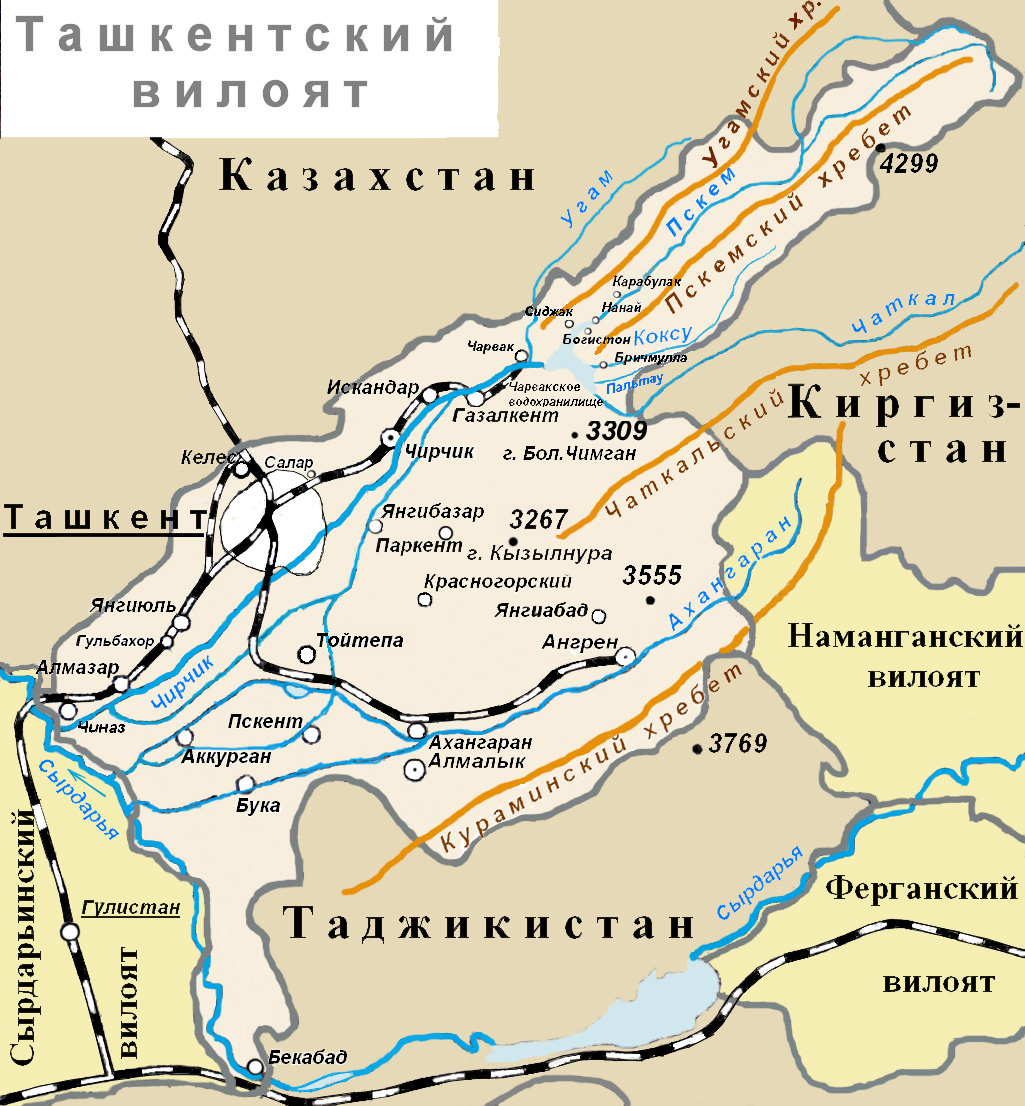
Lage des Piskomgebirges (russ. Пскемский хребет)

Das Piskomgebirge verläuft in NO-SW-Richtung entlang der Grenze zwischen Usbekistan und Kirgisistan. Es hat eine Längsausdehnung von 160 km. Höchste Erhebung ist der Beschtor mit 4299 m. Das Gebirge besteht aus Kalkstein, Glimmerschiefer und Granit. An den Berghängen gedeiht eine alpine und subalpine Wiesenvegetation. In tieferen Lagen und in den Tälern kommt spärlicher Waldbewuchs und Wacholderheide vor. Das Flusstal des Piskom liegt westlich des Piskomgebirges. Dieses bildet die Wasserscheide zu den östlich verlaufenden Flüssen Koksu, Sandaltasch und Tschatkal. Im Norden geht das Piskomgebirge in den Talas-Alatau über. Der westliche Teil des Gebirgszugs befindet sich innerhalb des usbekischen Piskom-Chatqol-Nationalparks.